# Roland Fischer
Pour l’article homonyme, voir Fischer.
Roland Fischer, né en 1915 à Budapest et mort en 1997 à Majorque, est un chercheur expérimental psychopharmacologue.
Il est connu pour ses premiers travaux sur les hallucinogènes psychodysleptiques, la schizophrénie, le modèle de la perception de l'hallucination, la méditation par le modèle du continuum des états modifiés de conscience et pour son travail sur la gustation qui, plus tard, a contribué à la recherche sur le Super-goûteur,.
Roland Fischer a été professeur de psychiatrie expérimentale et professeur agrégé de pharmacologie à l'université d’État de l’Ohio (1958-1971) et il a également occupé des postes universitaires à l'université de Washington et de Georgetown, et à l'université Johns-Hopkins.

## Biographie

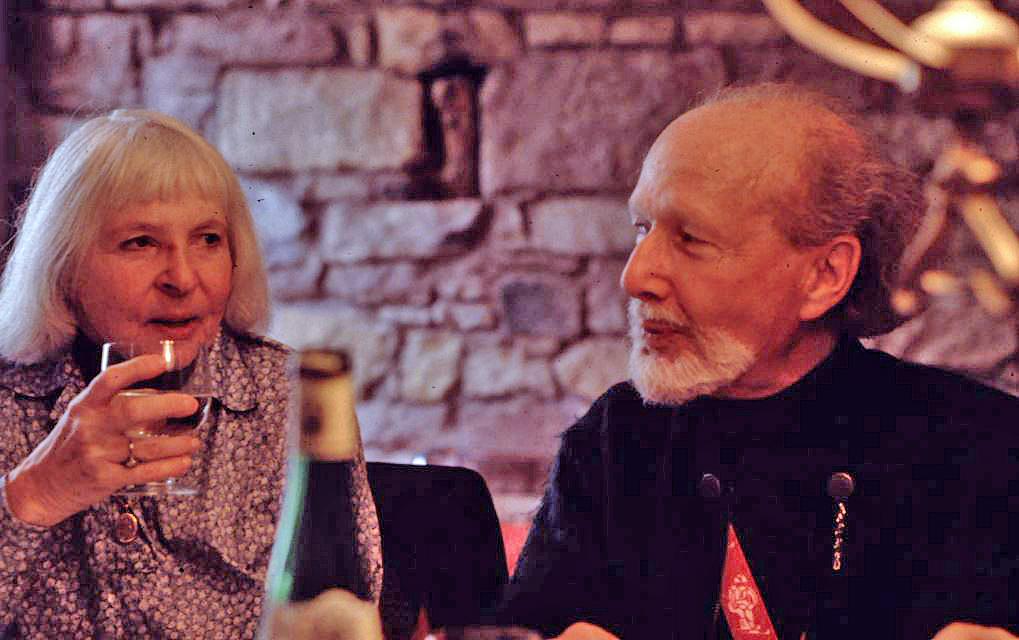
Trudi et Roland Fischer

Roland Fischer est né en 1915 à Budapest en Hongrie. Six mois avant le début de la Seconde Guerre mondiale en 1939, Roland Fischer quitte la Hongrie pour étudier la chimie à l'université de Bâle en Suisse, où il obtient son Ph. D. en 1945.
Roland Fischer a été actif dès 1946 ou il décrit son expérience psychédélique après une absorption orale de mescaline qui fit l'objet de sa première publication en Suisse. De 1946 à 1977 il a été l'auteur de plus de 240 publications,,,.
Dans les années 1970, Roland Fischer a été professeur chargé de cours de pharmacologie dans les facultés de médecine de l'université de Washington et de l'université Johns-Hopkins, et aussi l'éditeur de la Revue des États Modifiés de Conscience. À ce moment, ses intérêts se portaient sur la rétroaction EEG (biofeedback) et des recherches sur les différents états de conscience.
En 1977, il a pris sa retraite sur l'île de Majorque avec son épouse Trudi Fischer, où il est mort en 1997. En signe de gratitude pour son engagement dans l'enseignement et la recherche à la fin de ses jours par l'université des îles Baléares, il a fait don de sa collection personnelle de livres à la bibliothèque de l'université des îles Baléares.

## Travaux scientifiques

### Hypothèse d'un modèle de la psychose
Comme le chimiste allemand Kurt Beringer (de) (1893-1949) avant lui, Roland Fischer a commencé la recherche d'un modèle explicatif de la psychose de la schizophrénie dans la fin des années 1940, en la comparant à des états modifiés produits par les hallucinogènes:226. Dans les années 1950, il est cité par Humphry Osmond dans une revue de 1956 comme un précurseur ayant étudié la schizophrénie dans une recherche biochimiste en 1954. Roland Fischer a exploré le modèle de la psychose comme une hypothèse d'une altération sous drogue, états initialement étudiés par Beringer en 1927. Roland Fischer et d'autres chercheurs se sont demandé si le LSD pourrait agir comme un modèle de la chimie pour la schizophrénie. Cependant, comme la recherche biochimique progressa au fil du temps, la théorie a été rejetée car les nouveaux éléments de preuve ont montré qu'une substance qui induit une psychose organique et la psychose observée en psychiatrie sont remarquablement différents.

### Le goût en science
Dans les années 1960, il a aidé à contribuer à la recherche sur la gustation et est crédité de la découverte de l'association entre la capacité de goûter PROP (6-n-propylthiouracile) avec des préférences alimentaires et le poids du corps, et de sa relation à la consommation d'alcool et le tabagisme. Ses premiers travaux scientifiques sur le goût ont contribué plus tard à la recherche sur le Super-goûteur (Supertesting).

### Perception de l'hallucination et méditation continuum

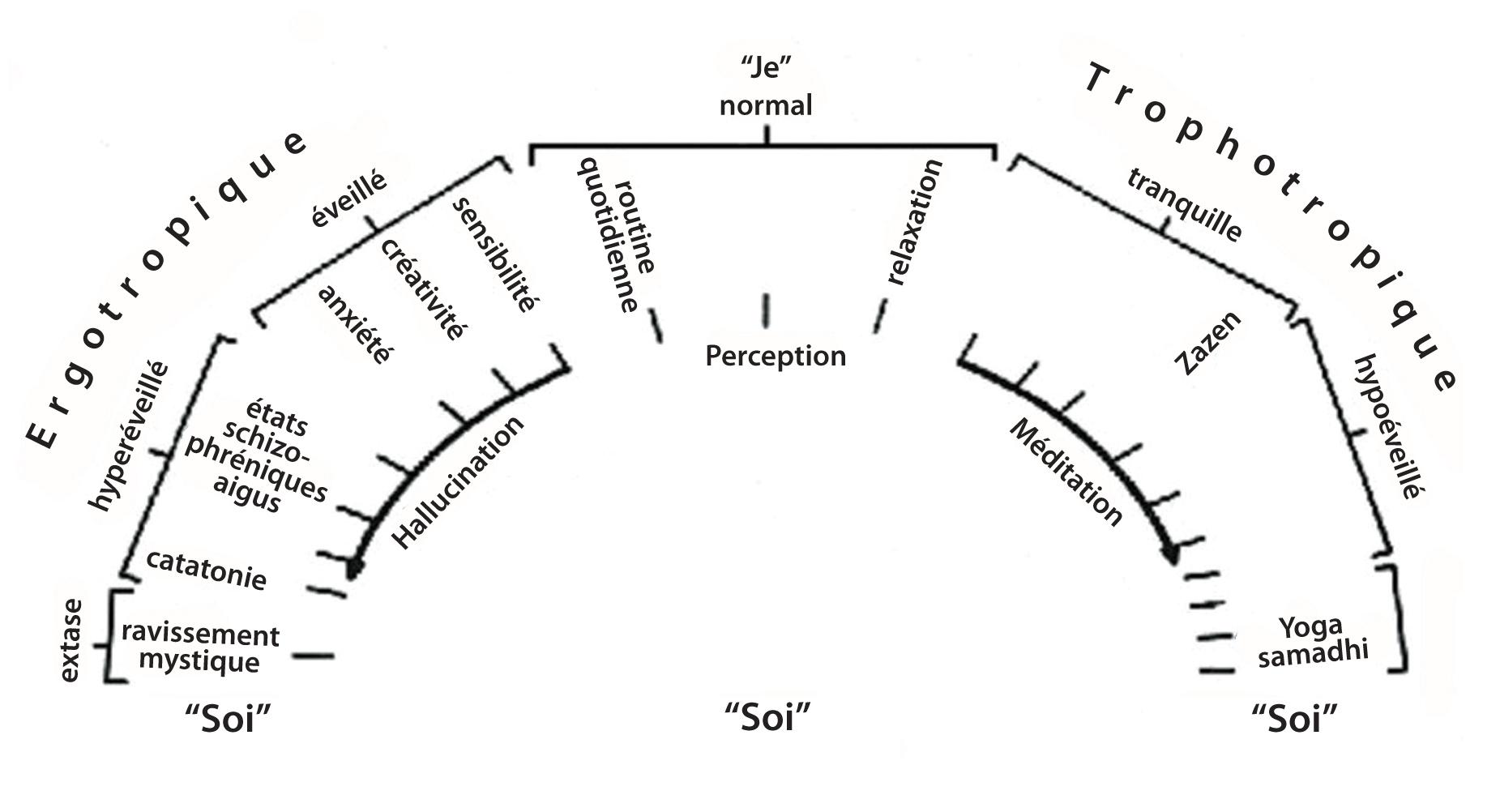
États extatiques et méditatifs selon Roland Fischer

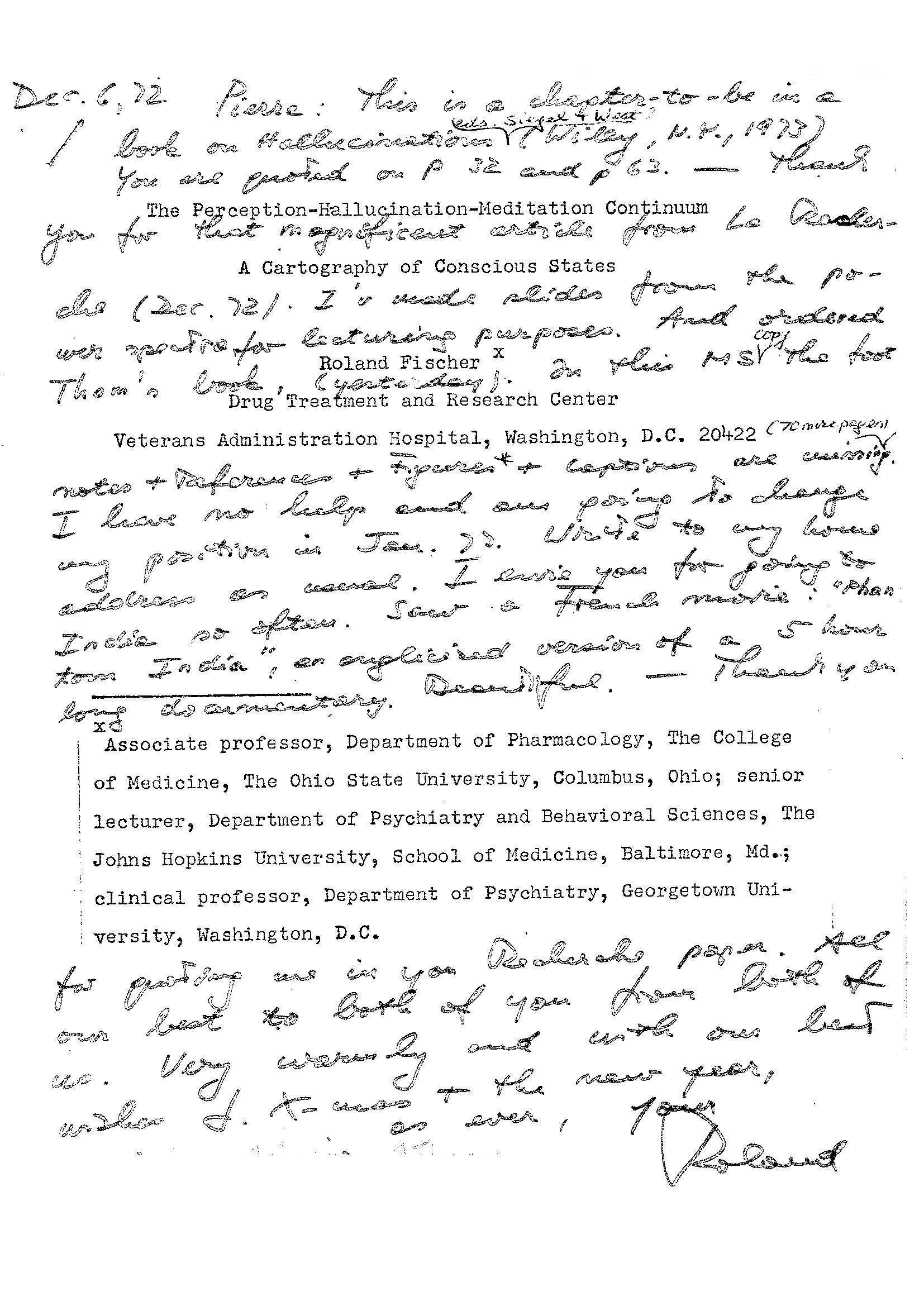
Lettre de Roland Fischer à Pierre Etevenon en 1973

Entre 1968 et à la fin des années 1980, Roland Fischer a développé un modèle des états modifiés de conscience extatiques et méditatifs, connu principalement ensuite comme la perception de l'hallucination et de la méditation continuum. Sur une extrémité de ce continuum (à gauche de son illustration de ce modèle), il y avait des états extatiques, comme le ravissement mystique, produit par des états hyperactivés de conscience par un processus ergotrophique, avec d'abord la créativité, puis des états hallucinatoires qui peuvent rendre compte chez les schizophrènes (paranoïdes) de leur vécu hallucinatoire qui peut être suivi d'état excité. La conscience normale, le Je (I) se situe au milieu et au sommet de ce continuum et l'état modifié de conscience qu'est le Soi (Self) se situe en bas de ce modèle qui bifurque en deux branches (à droite et à gauche). À l'autre extrémité (à droite de l'illustration de ce modèle) sont des états hypoactivés de la conscience par un processus trophotropique, d'états tels que celui de la méditation Zazen puis des différents états de conscience du samadhi (dans le yoga),,.
Le premier modèle des états modifiés de conscience (entre le Je et le Soi) de Roland Fischer, avec sa première illustration, a été publié dans la revue Science en 1971. Ce modèle a été complété par lui ultérieurement dans d'autres articles, puis repris et commenté en fonction des théories actuelles sur les états de conscience par Pierre Etevenon dans une revue de 2018 sur l'état modifié de conscience.

### Perspectives interdisciplinaires du temps
L'interdisciplinarité et l'intérêt de Roland Fischer pour les problèmes biologiques, physiques et mathématiques, philosophiques, font qu'en 1967 il obtient que l'Académie des sciences de New York organise une conférence sur Les perspectives interdisciplinaires du temps, avec Roland Fischer comme éditeur consultant. Cet ouvrage collectif de trente-sept chercheurs et universitaires dont Costa de Beauregard[Lequel ?] venu de France, Charles Musès venu de Suisse, et des mathématiciens comme Heinz von Foerster est ensuite publié dans un volume de 548 pages qui fera référence et en particulier sur le temps biologique.

## Publications
(Liste non exhaustive des parutions)
- 1966 : Les réalités des drogues hallucinogènes: un compendium, Criminologie 4: 2-15. DOI 10.1111/j.1745-9125.1966.tb00153.x
- 1971 : Une cartographie des États extatiques et méditatifs, Science 174 (4012), 897 à 904, 26 novembre.
- 1971 : Les manifestations gustatives, comportementales et pharmacologiques de la chimioréception chez l'homme, dans G. Ohloff et AF. Thomas (Ed.), Gustation et Olfaction, New York : Presse académique, pp. 187-237.
- 1992 : Une cartographie des états cognitifs et non-cognitifs de la conscience, Anthropologie de la conscience 3: 3-13. DOI 10.1525/ac.1992.3.3-4.3